# Chorthippus loratus
Chorthippus loratus is een rechtvleugelig insect uit de familie veldsprinkhanen (Acrididae). De wetenschappelijke naam van deze soort is voor het eerst geldig gepubliceerd in 1846 door Fischer von Waldheim.